# Иван Мартинец
Иван Мартинец је хрватски позоришни, телевизијски и филмски глумац.

## Филмографија
| Год.      | Назив           | Улога        |
| --------- | --------------- | ------------ |
| 2000.-те  |                 |              |
| 2004—2006 | Забрањена љубав | Љубо Царевић |
| 2006.     | Обични људи     | Нино         |